# Pheidole sexspinosa
Pheidole sexspinosa är en myrart som beskrevs av Mayr 1870. Pheidole sexspinosa ingår i släktet Pheidole och familjen myror.

## Underarter
Arten delas in i följande underarter:
- P. s. biroi
- P. s. fuscescens
- P. s. sexspinosa

## Bildgalleri

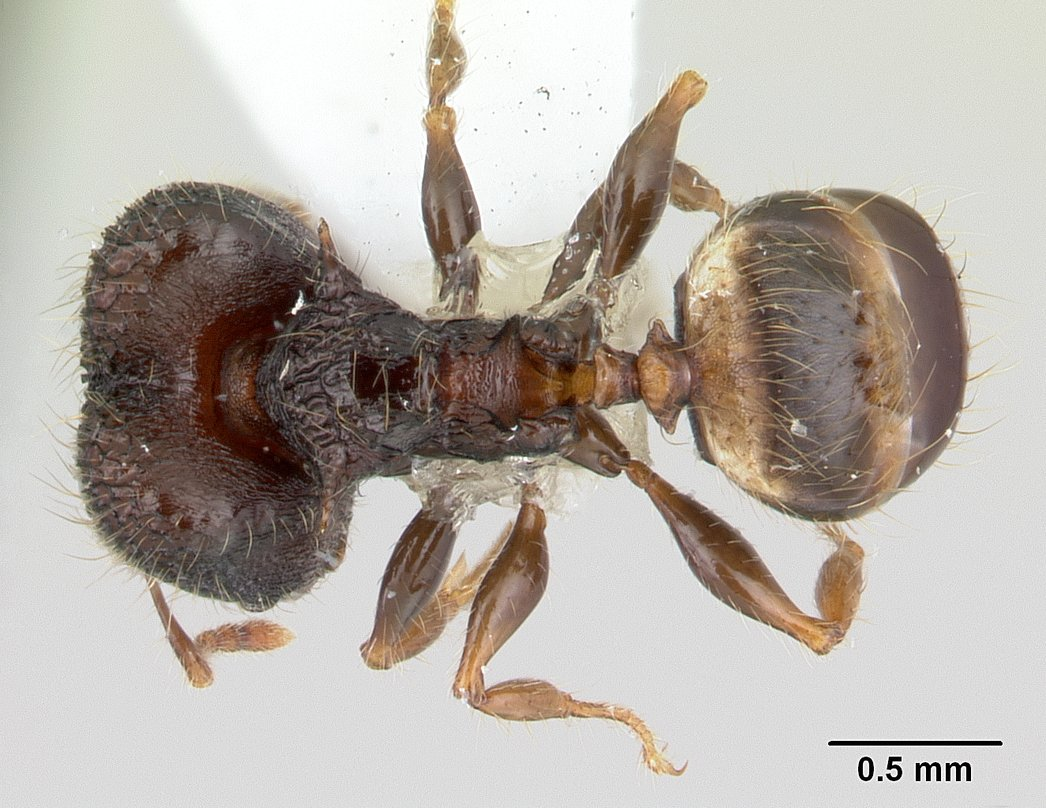
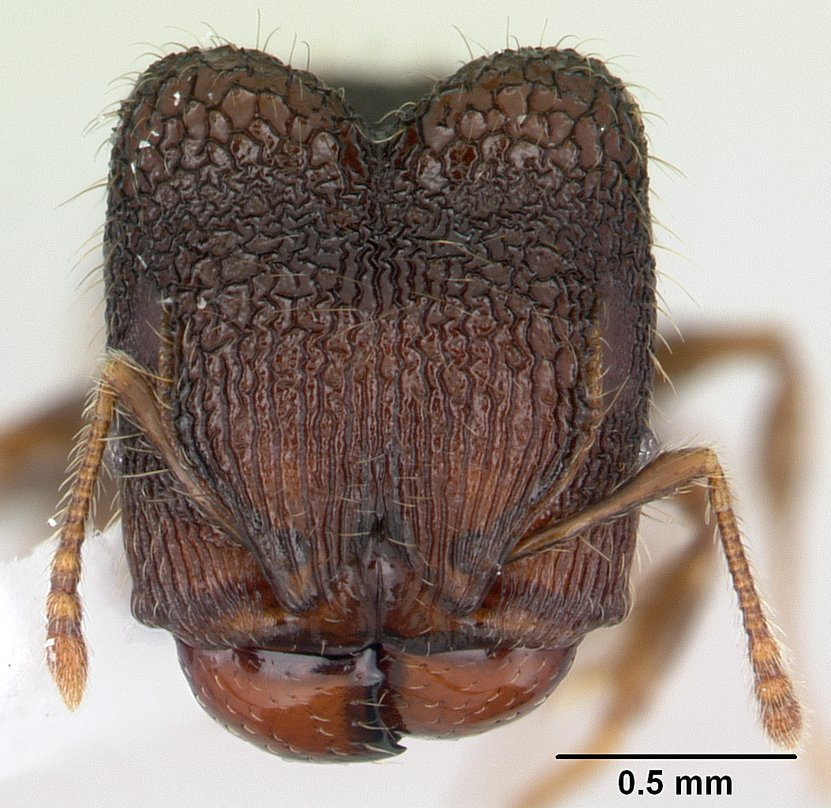
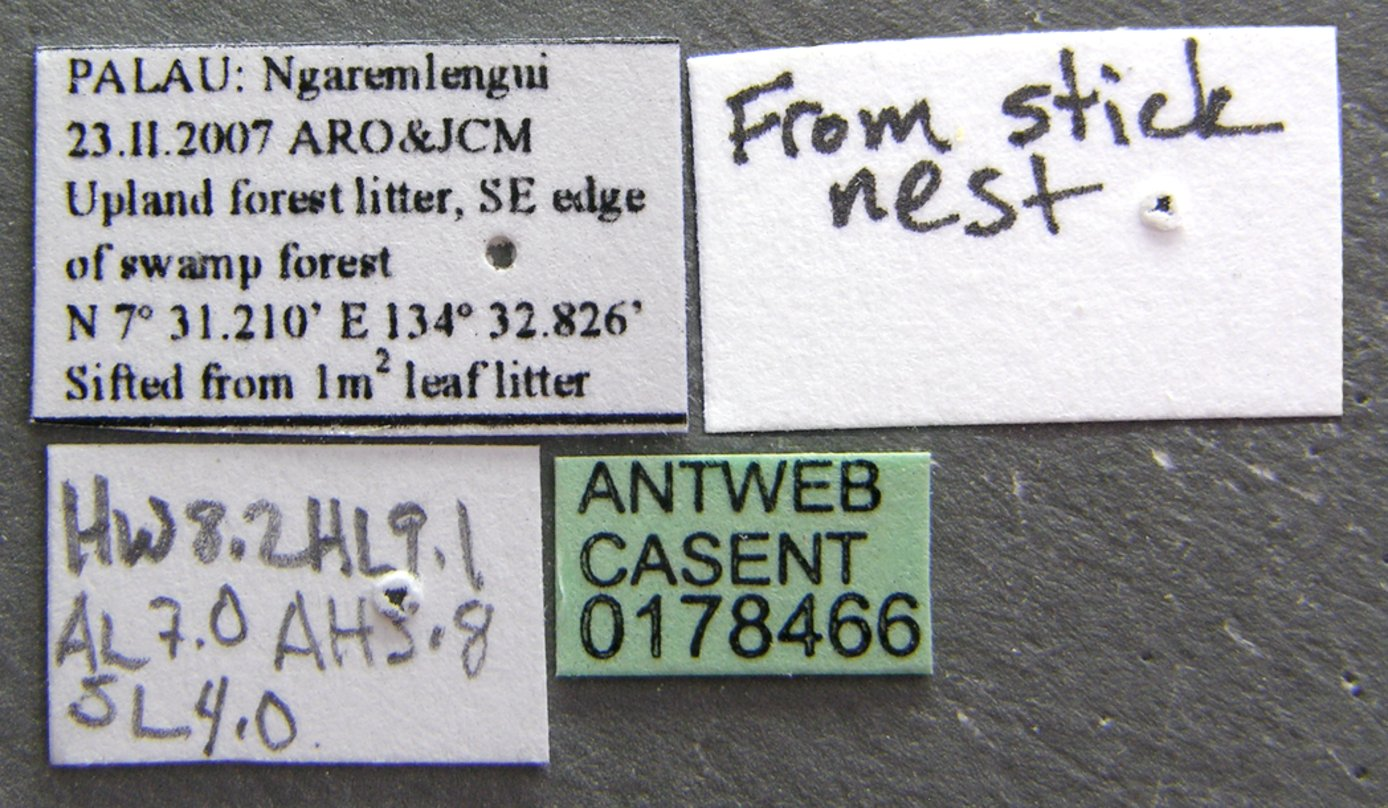
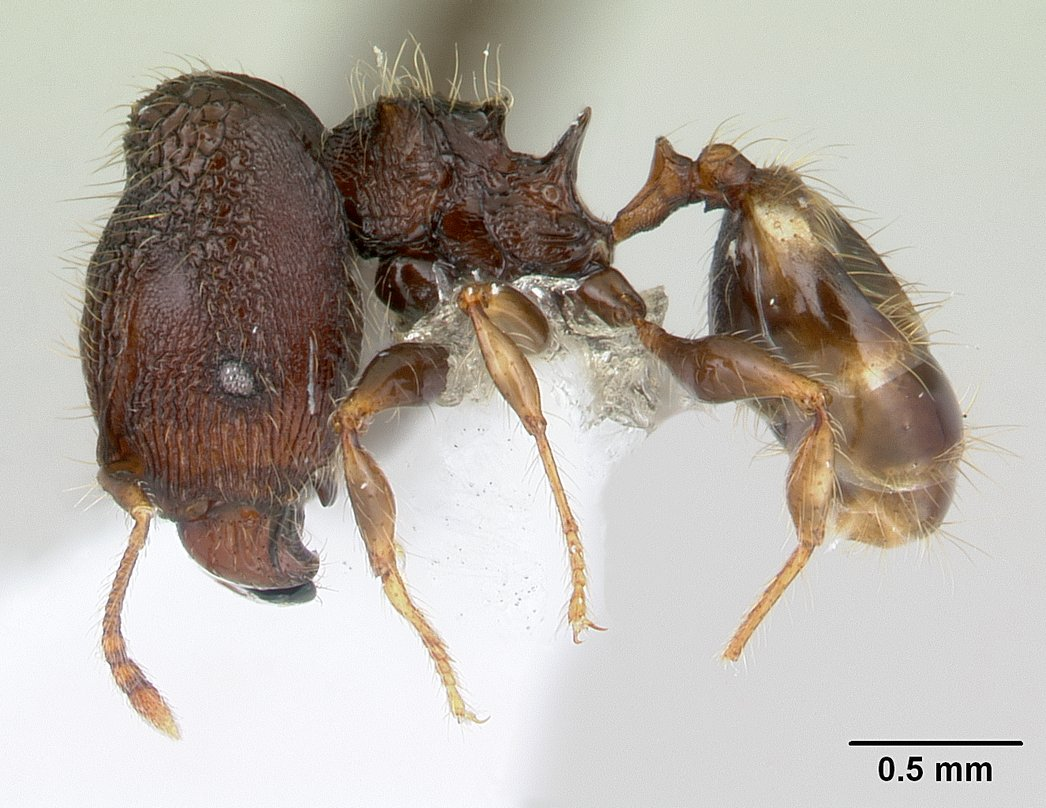
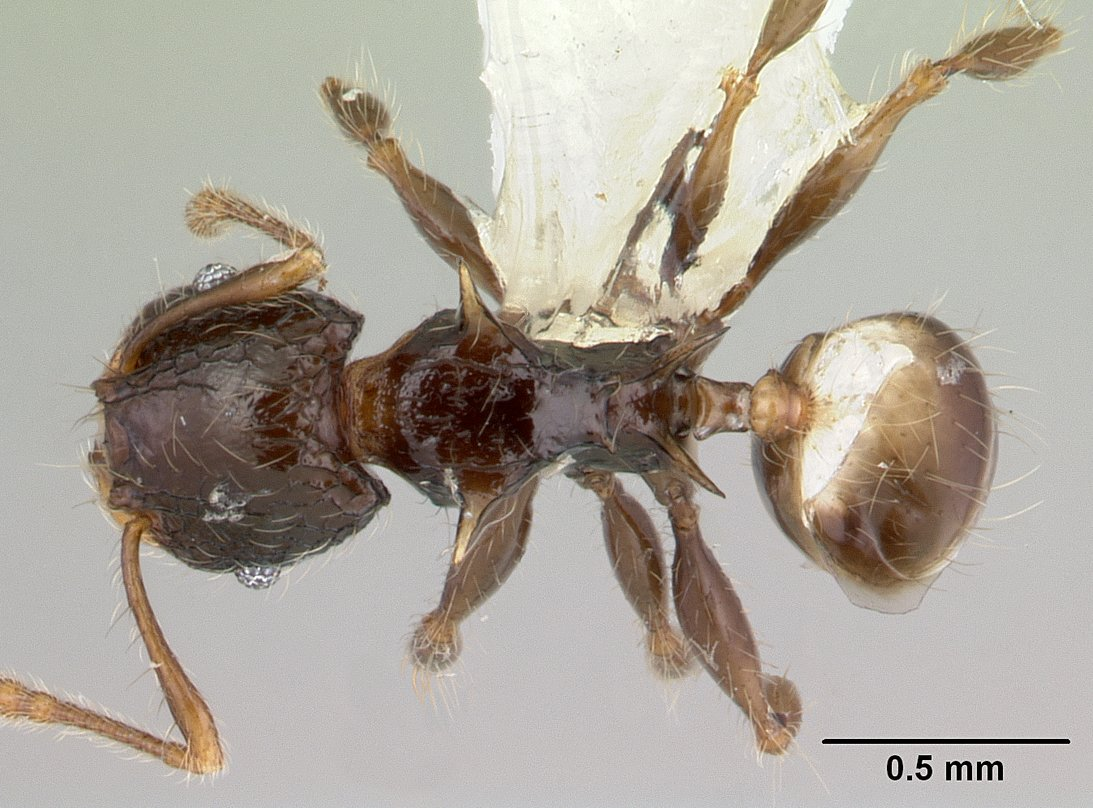
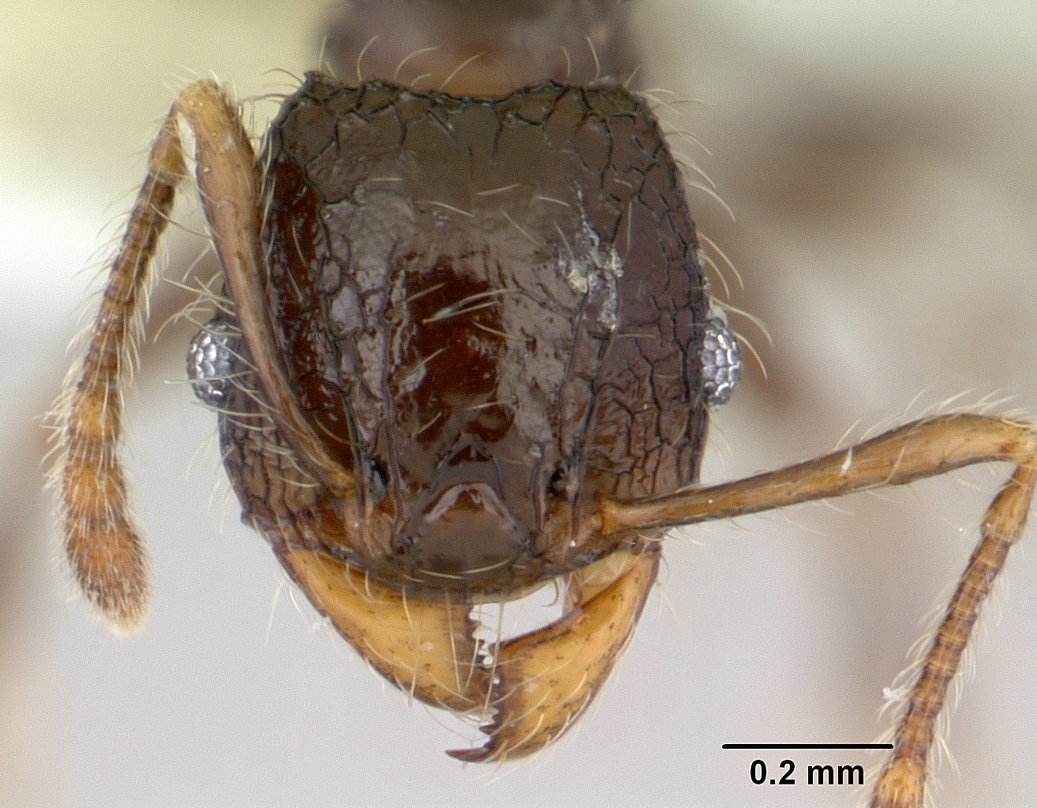